# Paradaemonia nycteris
Paradaemonia nycteris är en fjärilsart som beskrevs av Jordan 1922. Paradaemonia nycteris ingår i släktet Paradaemonia och familjen påfågelsspinnare. Inga underarter finns listade i Catalogue of Life.